# Operatie Destroyer
Operatie Destroyer was de codenaam voor een offensief door de geallieerden in het gebied tussen Nijmegen en Arnhem van 2 tot 4 april 1945. Nadat Operatie Market Garden in september 1944 was mislukt, ontstond er een groot niemandsland tussen het bevrijde Nijmegen en het door Nazi-Duitsland bezette Arnhem, door de geallieerden ook “The Island” gedoopt. Deze operatie resulteerde in de bevrijding van het gebied.

## Inleiding
Begin 1945 werden door het Britse 21e Legergroep allerlei plannen gemaakt voor het verdere verloop van de oorlog. Met de combinatie van Operatie Veritable en Operatie Grenade werden tussen 8 februari en 5 maart 1945 de Duitsers geheel over de Rijn gedreven. In deze tijd had het 1e Canadese Leger plannen gemaakt om uit het bruggenhoofd Nijmegen in de Betuwe (ook bekend als “The Island”) te breken en Arnhem in te nemen. Dit plan, bekend als Operatie Anger werd echter ook al weer eind februari 1945 in de ijskast gezet, wegens operationele moeilijkheden. De eerste plannen voor het schoonvegen van “The Island” werden gemaakt onder de noemer Operatie Destroyer. Deze operatie zou uitgevoerd moeten worden door de Britse 49e (West Riding) Infanteriedivisie onder op dat moment nog Major-General G.H.A. MacMillan, die vervolgens aangaf dat de operatie pas begin april zou kunnen starten. Het plan was om te wachten op de voortgang van Operatie Plunder. Hierbij staken het Britse 2e Leger en het Amerikaanse 9e Leger op 24 maart 1945 de Rijn bij Wezel over. Pas wanneer de troepen van het 2e Canadese Legerkorps noordwaarts richting de IJssel zouden oprukken, kon Operatie Destoyer veilig van start gaan.
Ondanks het feit dat er zich nog nauwelijks Duitse troepen op “The Island” bevonden, werd de 49e Infanteriedivisie toch als onvoldoende sterk beoordeeld om de operatie alleen te kunnen uit voeren. Daarom werden een infanteriebrigade en een tankbataljon van de 5e Canadese Pantserdivisie aangevoerd. De 5e Pantserdivisie nam op 31 maart 1945 het bevel op zich over het westelijke sector van “The Island”. 

## Betrokken geallieerde eenheden

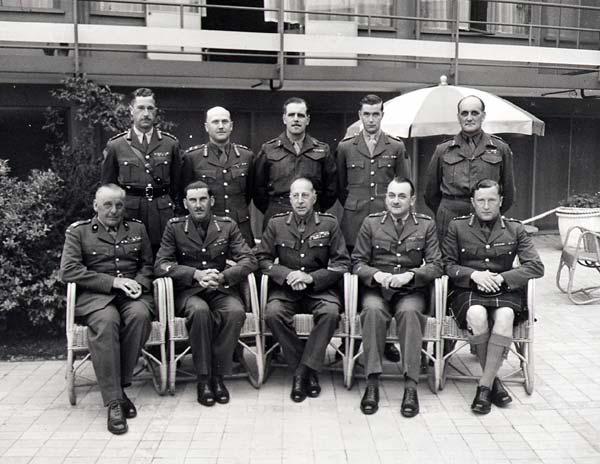
Generaals van het 1e Canadese Leger op 20 mei 1945 in Hilversum: Foulkes zittend 2e van rechts, Hoffmeister zittend geheel rechts, Rawlins staand geheel rechts

- 1e Canadese Legerkorps (Lieutenant General Charles Foulkes)
  - Britse 49e (West Riding) Infanteriedivisie (Major-General Stuart B. Rawlins)
    - 146e Infanteriebrigade (Brigadier Desmond S. Gordon)
      - 4th Battalion, Lincolnshire Regiment (kort: 4 Lincolns)
      - 1/4th Battalion, King's Own Yorkshire Light Infantry (kort: 1/4 KOYLI)
      - Hallamshire Battalion, York and Lancaster Regiment (kort: Hallams)

    - 147e Infanteriebrigade (Brigadier Henry Wood)
      - 1/7th Battalion, Duke of Wellington's Regiment (kort: 7 DWR)
      - 11th Battalion, Royal Scots Fusiliers (kort: 11 RSF)
      - 1st Battalion, Leicestershire Regiment (kort: 1 Leicesters)

    - 56e Infanteriebrigade (Brigadier Ronald H. Senior)
      - 2nd Battalion, South Wales Borderers (kort: 2 SWB)
      - 2nd Battalion, Gloucestershire Regiment (kort: 2 Glosters)
      - 2nd Battalion, Essex Regiment (kort: 2 Essex)

    - direct onder divisie-commando: toergevoegde eenheden
      - 11th Armoured Regiment (The Ontario Regiment)
      - A Sqn 1st Battalion, Fife and Forfar Yeomanry (kort: 1 F.F. Yeo) (uitgerust met Churchill Crocodiles)
      - A Sqn 1st Battalion, Lothians and Border Yeomanry (kort: 1 Lothians) (uitgerust met Flails (= vlegeltanks))
      - 11th (Reserve) Field Regiment, RCA
      - een peloton 42nd Assault Regiment, RE (uitgerust met Churchill AVRE)

  - 5e Canadese Pantserdivisie (Major General  Bertram M. (Bert) Hoffmeister) 
    - 11e Infanteriebrigade (Brigadier Ian S. Johnston)
      - 1st Battalion, The Perth Regiment (kort: Perth)
      - 1st Battalion, The Cape Breton Highlanders (kort: CBH)
      - 1st Battalion, The Irish Regiment of Canada (kort: IRC)

## Betrokken Duitse eenheden
Voor de Duitsers was de frontlinie op “The Island” iets anders dan voor de geallieerden. Van Opheusden tot en met Renkum was de eigenlijke linie de Nederrijn, met slechts voorposten in de Betuwe. Hier was het 2e Bataljon van het SS-Freiwilligen-Grenadier-Regiment 84 van de 34. SS-Freiwilligen-Grenadier-Division Landstorm Nederland (onder SS-Standartenführer Martin Kohlroser) ingezet. Van Renkum tot de Pannerdense Kop was verantwoordelijk de 346e Infanteriedivisie onder Generalmajor Gerhard Linder. Ook hier lag de hoofdlinie achter de Nederrijn en het Pannerdensch Kanaal. Een scherm van voorposten lag in de Betuwe. Deze bestonden voornamelijk uit enkele honderden manschappen van het Grenadierregiment 952 (van de net heropgerichte 361e Volksgrenadierdivisie), dat toegevoegd was aan de 346e Infanteriedivisie. Verder was ook het Festungs-Maschinengewehr-Bataillon 46 ingezet rond Rijkerswoerd. Al deze eenheden vielen onder bevel van het 88e Legerkorps (Duits: LXXXVIII. Armeekorps) onder General der Infanterie Felix Schwalbe tot 3 april 1945.

## Verloop van de operatie
De eerste fase van Operatie Destroyer begon op 2 april 1945 om 06.00 u (de artillerie opende al om 0510 u het vuur) toen het 7 DWR, ondersteund door tanks van het C-squadron van het 11e Canadese Pantserregiment, door de 2 Essex trok bij Haalderen. Duits mitrailleur- en mortiervuur was licht, maar de opmars verliep traag door mijnen en kraters. Vanaf 11.00 u nam 11 RSF de opmars over, die om 13.00 u weer werden afgelost door de 1 Leicesters. Zo was de 147e Infanteriebrigade tegen 13.30 u zo’n 4 km opgerukt richting Doornenburg met een verlies van slecht twee gesneuvelden en vier gewonden. En tegen 17.30 u waren alle doelen van fase 1 bereikt. Daarop trok de 146e Infanteriebrigade op voor fase 2 en tegen 21.00 u hadden de 4 Lincolns met steun van het B-squadron van de Ontario’s het dorp Angeren gezuiverd. De 1/4 KOYLI was rond 17.30 u het Linge-Weteringkanaal overgestoken en 1 Leicesters rapporteerde dat ze de meest oostelijke punt van “The Island” bereikt hadden. In de tussentijd waren de 4 Lincolns Het Zand en Huissen binnengedrongen. Beide plaatsen waren tweemaal met goed effect gebombardeerd door Spitfires.
Op deze avond trokken ook de drie bataljons van de 11e Canadese Infanteriebrigade voorwaarts, ondersteund door de tanks van het 3e Canadese Pantserverkenningsregiment (The Governor General's Horse Guards) en B-squadron van het 49e Divisie Verkenningsregiment. Blijkbaar hadden de Duitsers de meerderheid van hun troepen uit dit gebied teruggetrokken, en met uitzondering van een kleine ontmoeting aan de rechterflank, werd er geen vijandelijk contact gemaakt. Tegen de vroege morgen van 3 april 1945 hadden IRC en CBH Randwijk en Heteren bezet. Perth had wat meer moeite met Nederlandse SS-troepen in Driel en dit dorp was uiteindelijk pas in de late middag vrij van vijanden. Verliezen waren licht. IRC meldde geen verliezen, CBH had drie gesneuvelden en vijf gewonden en Perth verloor vier gesneuvelden en negen gewonden 
Gedurende deze 3e april trok de Britse divisie verder op naar het Pannerdensch Kanaal. De Huissensche Waarden en Rijkerswoerd werden bezet en in de late namiddag vielen ook Elden, Malburgen en Kronenburg in Britse handen. Om 15.30 u meldden de 4 Lincolns dat ze de Nederrijn ten oosten van Huissen overgestoken waren met LCA’s (landingsvaartuigen). Een squadron van het 49e Divisie verkenningsregiment dat ook was overgestoken, trok door de 4 Lincolns en bezette snel Westervoort zonder tegenstand. Intussen waren de 1 Leicesters bij Pannerden overgestoken en maakten rond 17.00 u bij Herwen contact met het 7e Canadese Verkenningsregiment (17th Duke Of York’s Royal Canadian Hussars) van de 3e Canadese Infanteriedivisie. Pannerden was twee uur later vrij. 
In de nacht van 3 op 4 april maakten de Duitsers hun enige agressieve beweging, toen een sterke patrouille probeerde de linies van de CBH te doorbreken, maar dit mislukte. Tegelijkertijd testten de Britten de Duitse verdediging op de noordelijke Nederrijn oever door patrouilles van 2 Glosters en de Hallams bij Huissen en bij Oosterbeek over te laten steken. Met het zuiveren van de dam tussen Elden en De Praets in de nacht van 4 op 5 april waren de laatste Duitsers van “The Island” verdreven en was Operatie Destroyer formeel beëindigd.

### Nasleep
In totaal werden zo’n 200 Duitse gevangenen binnengebracht, merendeels van het Grenadierregiment 952. De geallieerde verliezen werden geclassificeerd als zeer licht. 
Het 1e Canadese Legerkorps hergroepeerde zich vervolgens. Vanaf 5 april 1945 nam de 5e Canadese Pantserdivisie het commando over “The Island” geheel over en de 49e Infanteriedivisie hergroepeerde zich als voorbereiding op de bevrijding van Arnhem met Operatie Anger.